# Amt Schrevenborn
La comunità amministrativa di Schrevenborn (Amt Schrevenborn) si trova nel circondario di Plön nello Schleswig-Holstein, in Germania.

## Suddivisione
Comprende 3 comuni:
1. Heikendorf (8 498)
2. Mönkeberg (4 143)
3. Schönkirchen (6 811)

Il capoluogo è Heikendorf.

(Tra parentesi i dati della popolazione al 31 dicembre 2021)